# Lydia Lamaison
Lidia Guastavino Lamaison (Mendoza, 5 de agosto de 1914 - Buenos Aires, 20 de fevereiro de 2012) foi uma atriz teatral, cinematográfica e televisiva argentina. Trabalhou e atuou até os 95 anos .

## Biografia
Nascida na província de Mendoza, mas estabelecida desde muito jovem em Buenos Aires, Lamaison começou sua carreira como atriz de teatro, mas em 1939 foi chamada para rodar seu primeiro filme, Alas De Mi Patria, de Carlos Borcosque, e em 1940 foi eleita Revelação Feminina por seu trabalho em Madame Curie .
Lamaison trabalhou em obras teatrais como "Perdidos en Yonkers", "Los físicos", "Doña disparate y Bambuco", "Ollantay", "Biógrafo e Pasajeras". Além disso, atuou em mais de 25 filmes de cinema, entre elas "A Prostituta e a Baleia", "La Hora de las Sorpresas", "La Caída", "Fin de Fiesta", "Un Guapo del 900", "En Mi Casa Mando Yo", "La Fiaca", "En Retirada", "Pasajeros de una Pesadilla" e "Ciudad del Sol". Também teve um intensa carreira como atriz de televisão, como "Celeste, Siempre Celeste", "Zingara", "Jesús, el Heredero" e "Muñeca Brava" .
Lydia recebeu muitos reconhecimentos e prêmios em sua trajetória. Foi nomeada cidadã da cidade de Buenos Aires em 1997, e em dezembro de 2005 o então vice-presidente da Argentina, Daniel Scioli, a brindou com uma homenagem na Câmara de Senadores .
Morreu dia 20 de fevereiro de 2012 em Buenos Aires.

## Carreira

### Cinema
- 1940: Alas de mi patria.
- 1941: La hora de las sorpresas.
- 1942: Una novia en apuros.
- 1959: La caída, como Marta.
- 1960: Fin de fiesta.
- 1960: Un guapo del ’900, como doña Natividad.
- 1961: El romance de un gaucho.
- 1962: El último piso.
- 1963: Una excursión a los indios ranqueles.
- 1964: El demonio en la sangre.
- 1964: El octavo infierno, como la madre de Zulema Puentes.
- 1964: Circe.
- 1965: Los tímidos visten de gris.
- 1968: En mi casa mando yo, como Catalina Rossi.
- 1969: La fiaca, como madre.
- 1971: El ayudante.
- 1972: Disputas en la cama.
- 1975: Bodas de cristal.
- 1984: Pasajeros de una pesadilla, como Bobe.
- 1984: En retirada, como la madre de Ricardo.
- 2003: Ciudad del sol, como doña Carla.
- 2004: La puta y la ballena, como Matilde.
- 2009: Mentiras piadosas, como la abuela.

### Televisão
- 1965: Alta comedia.
- 1966: Voy a hablar de la esperanza.
- 1969: Muchacha italiana viene a casarse, como Mercedes (madre de Valeria Dinatti).
- 1970: Esta noche... miedo.
- 1972: Los físicos.
- 1974: Los bulbos (miniserie).
- 1977: Mi hermano Javier, como Beatriz.
- 1980: Rosa... de lejos, como Mercedes, viuda de Alvear.
- 1981: Las 24 horas.
- 1981: Hay que educar a papá, como María Dolores.
- 1983: Situación limite.
- 1985: Momento de incertidumbre.
- 1985: Rompecabezas, como Victoria.
- 1987: Tu mundo y el mío.
- 1992: Soy Gina, como Rosa.
- 1993: Celeste, siempre Celeste, como Cora.
- 1994: Nano, como Amalia del Molino López.
- 1995: Nueve lunas.
- 1996: Zíngara, como Hilda Pérez-Campana.
- 1997: De corazón, como Elizabeth.
- 1998: La condena de Gabriel Doyle, como Malvina.
- 1998: Como vos & yo, como Nina Scala.
- 1998: Muñeca brava, como doña Angélica (viuda de Di Carlo).
- 2000: Los médicos (de hoy), como Victoria.
- 2001: Provócame, como Floria de Villalobos.
- 2003: Son amores, como Julia.
- 2004: Jesús, el heredero, como doña Dolores Sánchez Alé.
- 2006: Collar de Esmeraldas, como Celia Agüero de Ferrari.
- 2008: Mujeres de nadie, como Elisa.